# Gratuit (chanteur)
Gratuit est le nom du projet musical d'Antoine Bellanger.

## Biographie
Ancien membre du groupe Belone Quartet, Antoine Bellanger publie un premier album baptisé Rien sous le nom de Gratuit en 2010. En 2012 sort l'album Delivrance sur lequel on retrouve la présence de Julia Lanoë et de Francoiz Breut. En 2014 il publie un album avec Mein Sohn William. Là son troisième album est publié en mars 2015,,. Plus épuré Sur Les Bras Morts sort en 2018.